# Хенераль-Пас (департамент)
Департамент Хенераль-Пас  (исп. Departamento de General Paz) — департамент в Аргентине в составе провинции Корриентес.
Территория — 4995 км². Население — 14836 человек. Плотность населения — 3,00 чел./км².
Административный центр — Нуэстра-Сеньора-дель-Росарио-де-Каа-Кати.

## География
Департамент расположен на севере провинции Корриентес.
Департамент граничит:
- на севере — с департаментом Берон-де-Астрада
- на северо-востоке — с Парагваем
- на востоке — с департаментом Сан-Мигель
- на юге — с департаментом Консепсьон
- на юго-западе — с департаментом Мбурукуя
- на западе — с департаментом Сан-Луис-дель-Пальмар

## Административное деление
Департамент включает 4 муниципалитета:
- Каа-Кати
- Ита-Ибате
- Ломас-де-Вальехос
- Пальмар-Гранде

## Важнейшие населенные пункты[3]
| № | Населённый пункт                         | Населённый пункт (исп.)                | Категория | Население чел. (2010) | На карте                        |
| - | ---------------------------------------- | -------------------------------------- | --------- | --------------------- | ------------------------------- |
| 1 | Нуэстра-Сеньора-дель-Росарио-де-Каа-Кати | Nuestra Señora del Rosario de Caá Catí | город     | 4738                  | 27°45′00″ ю. ш. 57°37′16″ з. д. |
| 2 | Ита-Ибате                                | Itá Ibaté                              | город     | 3772                  | 27°25′34″ ю. ш. 57°20′13″ з. д. |
| 3 | Пальмар-Гранде                           | Palmar Grande                          | поселок   | 536                   | 27°56′27″ ю. ш. 57°54′03″ з. д. |
| 4 | Ломас-де-Вальехос                        | Lomas de Vallejos                      | поселок   | 358                   | 27°44′12″ ю. ш. 57°55′09″ з. д. |